# 하시모토 나오코
하시모토 나오코(橋本奈穂子, はしもと なおこ, 1980년 8월 5일 ~ )는 일본의 언론인이며 NHK의 여성 아나운서이다.

## 생애
1980년 8월 5일 일본 사가현 나가하마시에서 태어났다. 나가하마시 당시 행정구역이 사가현 이카 군 기노모토 정이었다. 시가 현 켄리쓰 도라히메 고등학교를 졸업하고 메이지 가쿠인 대학 법학부 정치학과를 졸업하고 2003년에 NHK에 입사했다. 입사동기로는 아오이 미노루, 모리타 요헤이, 아라이 히데카즈, 이치야나기 아야코, 시오다 신지, 사토 카츠키 아나운서이다.